# Adolf Melin
För konstnären Johan Adolf Melin se Johnny Millar
Concor Adolf Melin född 18 februari 1880 i Kristinehamn, död 7 april 1958 i Söderhamn, var en svensk målare, grafiker och tecknare.
Han är son till repslagarmästaren Johan Gustav Johansson och Kristina Nilsdotter. Han gifte sig med Anna Elisabet Pollack. 
Melin studerade konst i Kristiania 1896-1901 och bosatte sig därefter i Mora. Han ställde ut separat i Mora 1905-1916 och deltog under följande år i samlingsutställningar med Dalarnas konstförening samt i en vandringsutställning som besökte Eskilstuna, Gävle, Jönköping, Kristianstad, Norrköping och Örebro.
Hans konst består av landskap ofta med motiv från Moratrakten i olja och träsnitt.
Melin är representerad vid bland annat Nationalmuseum och Moderna museet i Stockholm.